# Hedychrum longicolle
Hedychrum longicolle is een vliesvleugelig insect uit de familie van de goudwespen (Chrysididae). De wetenschappelijke naam van de soort is voor het eerst geldig gepubliceerd in 1877 door Abeille de Perrin.